# Kotlearevske, Hlobîne
Kotlearevske (în ucraineană Котляревське) este un sat în așezarea urbană Hradîzk din raionul Hlobîne, regiunea Poltava, Ucraina.

## Demografie
Componența lingvistică a localității Kotlearevske
     Ucraineană (95,24%)
Conform recensământului din 2001, majoritatea populației localității Kotlearevske era vorbitoare de ucraineană (95,24%), existând în minoritate și vorbitori de alte limbi.